# Dansk Gobelinkunst
Dansk Gobelinkunst er en kunstnergruppe stiftet i 1998 bestående af danske vævere og tekstilkunstnere, der alle arbejder med gobeliner som kunstform i en samtidig kontekst. Grundlaget for at oprette sammenslutningen var behovet for en fælles markering af dansk gobelinvævning som branche, efter at det store arbejde med vævningen af Dronning Margrethes Gobeliner var under udførelse af vævere i Frankrig. Fælles for deltagelse i Dansk Gobelinkunsts fællesudstillinger er at de udstillede værker alle skal fylde min 3 m2 hver. Gruppen udstillede i løbet af sit første leveår på både Designmuseum Danmark og KØS - Museum for kunst i det offentlige rum. Det er siden blevet til udstillinger i bl.a. Edinburgh og Sankt Petersborg samt i Danmark på bl.a. Sophienholm og Trapholt.
Gruppens 20 års jubilæum blev markeret i 2018-2019 med udstillinger i Rundetaarn og på Vendsyssel Kunstmuseum.
De cirka 20 medlemmer af Dansk Gobelinkunst tæller bl.a. Hanne Skyum, Helle Baslund, Jenny Hansen og Margrethe Agger